# Krickenbecker Seen

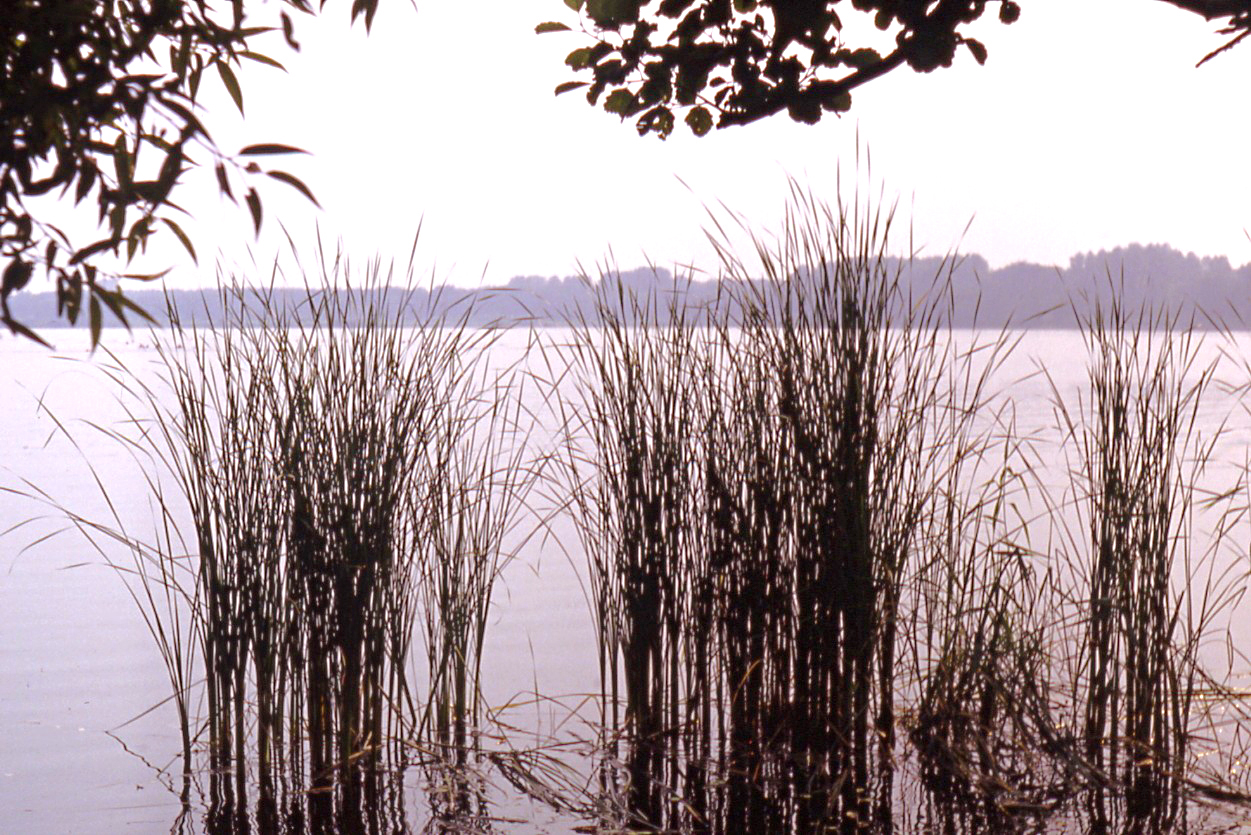
Hinsbecker Bruch, de grootste van de vier Krickenbecker Seen

De Krickenbecker Seen zijn vier door turfwinning ontstane meren in Nettetal, Noordrijn-Westfalen.
De huidige vorm kregen de meren tussen de 16e en 19e eeuw, naast de turfwinning, door de stroming van het riviertje de Nette. In 1938 werden de meren tot beschermd natuurgebied verklaard.
Het gaat hierbij om vier zogenaamde broeken (Duits: Bruch); het Hinsbecker Bruch, het Glabbacher Bruch, het Poelvenn en het Schrolik. Het gebied wordt behalve door de Nette ook door het riviertje de Renne doorkruist. Zowel het achtervoegsel -broek als –ven verwijzen naar de vroegere gesteldheid als moeras van het gebied.
De toren op de Hinsbecker Hoogte biedt een goed overzicht op delen van de meren. In het midden van deze vier meren ligt het kasteel Krieckenbeck. In het gebied is een verscheidenheid aan begroeiing te vinden, zoals eiken- en beukenbossen en weiden; evenals lelies en andere waterplanten. Daarnaast zijn er verschillende dieren te vinden, zoals eenden, blauwe reigers, futen, waterhoentjes, meerkoeten en rietzangers.
In het natuurgebied ligt ook een deel van het Grand Canal du Nord, in Duitsland Nordkanal geheten.